# Siatka ortograficzna
Siatka ortograficzna jest siatką kartograficzną, płaszczyznową. Powstaje w wyniku puszczania wiązek światła równolegle do płaszczyzny spod kuli.

## Cechy
- równoleżniki tworzą koła o wspólnym środku;
- równoleżniki coraz mniej zwiększają swoją średnicę;
- południki tworzą linie proste.

## Zobacz
- siatka kartograficzna
- siatka geograficzna
- siatka centralna
- siatka stereograficzna
- siatka stożkowa
- siatka walcowa
- siatka płaszczyznowa